# Frankenhausen (Crimmitschau)
Frankenhausen is een plaats in de Duitse gemeente Crimmitschau, deelstaat Saksen, en telt 1.256 inwoners (2006).

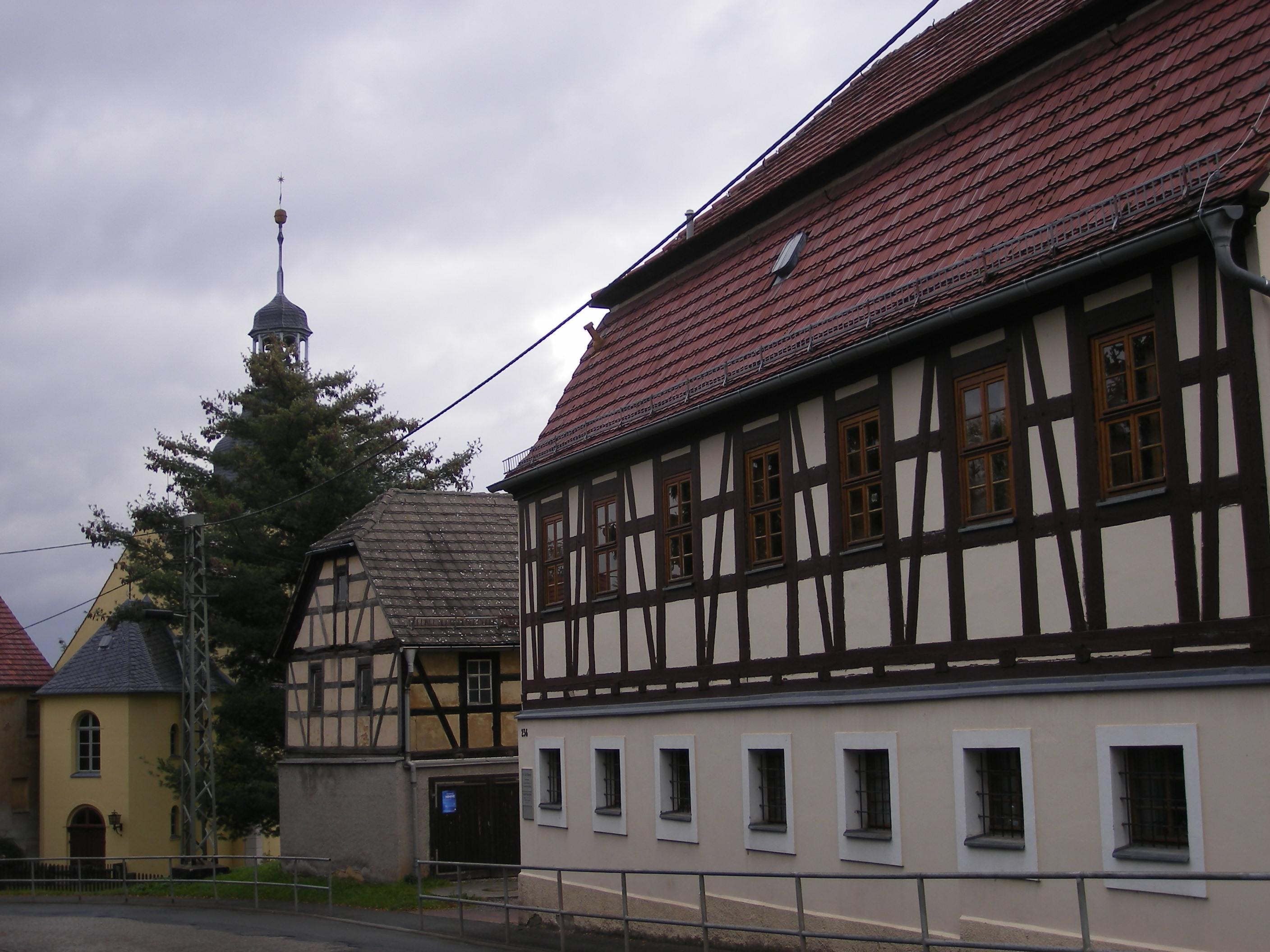
Pastorie van Frankenhausen
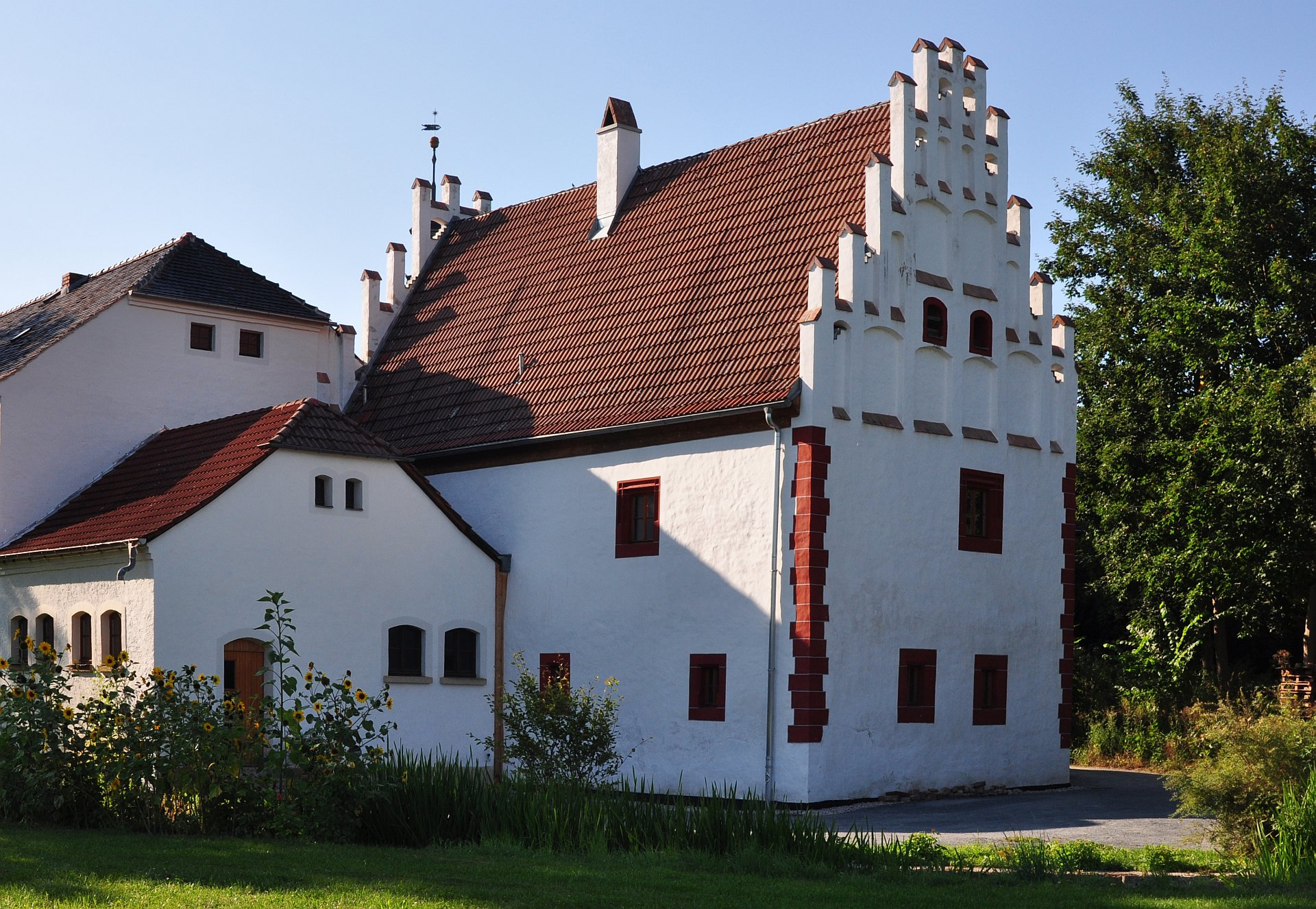
Klooster in Frankenhausen